# Championnat de Grèce féminin de water-polo
Le championnat de Grèce de water-polo est une compétition annuelle opposant les meilleurs clubs de water-polo de Grèce. Il est organisé par la Fédération grecque de natation. Cette première catégorie est appelée A1 pour les équipes féminines et masculines

## Palmarès

### Championnat national
- 1988 : Ethnikós Le Pirée
- 1989 : ANO Glyfada
- 1990 : Ethnikós Le Pirée
- 1991 : NO Vouliagmeni
- 1992 : Ethnikós Le Pirée
- 1993 : NO Vouliagmeni
- 1994 : NO Vouliagmeni
- 1995 : Olympiakós Le Pirée
- 1996 : ANO Glyfada
- 1997 : NO Vouliagmeni
- 1998 : Olympiakós Le Pirée

### Division nationale A
- 1999 : ANO Glyfada
- 2000 : ANO Glyfada
- 2001 : ANO Glyfada
- 2002 : ANO Glyfada
- 2003 : NO Vouliagmeni
- 2004 : ANO Glyfada
- 2005 : NO Vouliagmeni
- 2006 : NO Vouliagmeni
- 2007 : NO Vouliagmeni
- 2008 : ANO Glyfada
- 2009 : Olympiakós Le Pirée
- 2010 : NO Vouliagmeni[1]
- 2011 : Olympiakós Le Pirée[2]
- 2012 : NO Vouliagmeni[3].
- 2013 : NO Vouliagmeni
- 2014 : Olympiakós Le Pirée
- 2015 : Olympiakós Le Pirée
- 2016 : Olympiakós Le Pirée
- 2017 : Olympiakós Le Pirée
- 2018 : Olympiakós Le Pirée
- 2019 : Olympiakós Le Pirée
- 2020 : Olympiakós Le Pirée
- 2021 : Olympiakós Le Pirée
- 2022 : Olympiakós Le Pirée
- 2023 : Olympiakós Le Pirée
- 2024 : Olympiakós Le Pirée

## Honneurs
| Club                   | Nombre | Années                                                                                   |
| ---------------------- | ------ | ---------------------------------------------------------------------------------------- |
| Olympiakós SF Le Pirée | 15     | 1995, 1998, 2009, 2011, 2014, 2015, 2016, 2017, 2018, 2019, 2020, 2021, 2022, 2023, 2024 |
| NO Vouliagmeni         | 11     | 1991, 1993, 1994, 1997, 2003, 2005, 2006, 2007, 2010, 2012, 2013                         |
| ANO Glyfada            | 8      | 1989, 1996, 1999, 2000, 2001, 2002, 2004, 2008                                           |
| Ethnikós OFPF Le Pirée | 3      | 1988, 1990, 1992                                                                         |

## Sources
- Fédération grecque de natation koe.org.gr
- Palmarès féminin et masculin sur Sports123 ; pages consultées le 24 décembre 2009.
- Tous champions grecs d'ici 2023 www.sport24.gr
- Championnat de Grèce féminin «Bible d'or»: 11e championnat consécutif de l'Olympiakos /www.sport24.gr